# Seznam nekdanjih glavnih mest držav
Seznam nekdanjih glavnih mest držav

## A
- Aachen, glavno mesto Svetega rimskega cesarstva, 936 do 1531, glavno mesto mestne države Aachen 1648.
- Abidžan, glavno mesto Slonokoščene obale, od osamosvojitve 1960 do 1983
- Almati, glavno mesto sprva sovjetske republike in nato neodvisne države Kazahstan od 1929 do 1997
- Antiohija na Orontu (grško: Αντιόχεια ή επί Ορόντου), glavno mesto Selevkidskega cesarstva, 240-64 pr. n. št., prestolnica križarske države Kneževine Antiohije, 1098-1268

## B
- Bonn, glavno mesto Zahodne Nemčije, 1949 do 1990

## D
- Dar es Salaam, glavno mesto Tanzanije, od ustanovitve države 1964 do 1973

## F
- Filadelfija, glavno mesto Združenih držav Amerike, 1790 do 1800

## J
- Jangon (Rangun), glavno mesto Mjanmarja (Burme), 1948 do 2005

## K
- Kaunas, glavno mesto Litve, 1917 do 1939
- Kjoto, glavno mesto Japonske, 1180 do 1868
- Krakov, glavno mesto Poljske, 1038 do 1596
- Koror, glavno mesto Palava, 1994 do 2005
- Konstantinopel, glavno mesto Bizantinskega cesarstva, 395 do 1924

## L
- Lagos, glavno mesto Nigerije od ustanovitve britanskega protektorata 1914 do 1991

## M
- Melbourne, glavno mesto Avstralije, 1901 do 1927

## P
- Petrograd (danes Sankt Peterburg), glavno mesto Rusije, 1712 do 1918

## R
- Rio de Janeiro, glavno mesto Brazilije od 1763 do izgradnje Brasilie leta 1960. Kratek čas, med letoma 1808 in 1815 je bilo tudi prestolnica celotne Portugalske, ko se je tja med vojno z Napoleonskim cesarstvom preselil kralj Janez VI.
- Ravenna, glavno mesto Rimskega cesarstva, 402 do 467

## S
- Salvador, glavno mesto Brazilije od zgodnjih časov portugalske kolonizacije leta 1549 do 1763
- Selevkija na Tigrisu, glavno mesto Selevkidskega cesarstva, 305-240 pr. n. št.

## Z
- Zanzibar, glavno mesto Zanzibarja, 1963 do 1964